# 제주중학교
제주중학교(濟州中學校)는 대한민국 제주특별자치도 제주시 용담일동에 있는 사립 중학교이다.

## 학교 연혁
- 1945년 12월 1일 : 제주향교에서 제주중학원 개설, 초대 교장 현경호 선생
- 1946년 12월 1일 : 제주초급중학교 설립인가(6학급)
- 1948년 7월 17일 : 재단법인 제주도향교재단설립, 이사장 김태휴 선생
- 1950년 6월 1일 : 교육법 개정에 따라 제주중학교로 교명 변경, 학급 증설(9학급)
- 1955년 2월 28일 : 야간부 병설(3학급)
- 1967년 3월 31일 : 교육법 개정에 따라 제주향교 재단에서 분리, 학교법인 제주명륜학원 설립, 설립자 강석범 선생, 이사장 김무근 선생
- 1986년 3월 1일 : 학칙 개정 야간부 폐지, 주간 24학급
- 1987년 9월 30일 : 학원 개명(학교법인 신기학원) 원장 신진수 박사 취임
- 1988년 9월 27일 : 학원 개명(학교법인 제주명륜학원)
- 1992년 3월 15일 : 구 교사 철거, 운동장 매립 확장 및 15개 교실 준공
- 1995년 10월 1일 : 학원 개명(학교법인 제주아남학원)
- 1997년 10월 1일 : 급식소 개소
- 2006년 2월 28일 : 별관(창조관) 대수선
- 2013년 2월 28일 : 운동장 인조잔디 조성 공사 완료
- 2014년 3월 1일 : 학급 감축(21학급)
- 2015년 2월 28일 : 교실대수선공사 완료
- 2017년 9월 14일 : 제주유나이티드FC 축구단과 협약(2018년 1월 1일부터 축구부 제주유나이티드 U-15팀으로 운영)
- 2017년 9월 29일 : 2018학년도 제주형 자율학교 선정(2018년 3월 1일부터 제주형 자율학교(다혼디 배움학교)로 운영)
- 2023년 9월 1일 : 제20대 교장 장상우 선생
- 2024년 1월 5일 : 제79회 졸업(졸업생 연인원 22,862명)
- 2024년 11월 23일 : 강풍 이사장 취임

## 참고 자료
- 제주중학교 - 한국교육학술정보원 학교알리미